# ひとりっ子 (テレビドラマ)
『ひとりっ子』（ひとりっこ）は、1962年にTBS系列の『東芝日曜劇場』の一作としてRKB毎日放送が制作し、芸術祭参加作品として放送される予定でありながら、スポンサーであった東芝の意向で放送中止とされた単発のテレビドラマ。放送されなかったにもかかわらず、第1回のラジオ・テレビ記者会賞で特別賞を受賞した。後に、舞台劇や映画としても、同名でリメイクされた。
テレビドラマの完成版は、RKB毎日放送によって廃棄され現存していないが、完成直前のバージョンが現存しており、DVDを用いて各地で上映会が開催されることがある。
1963年から1964年にかけて、関西芸術座が本作を舞台劇としてリメイクし、各地で公演をおこない、大阪府民劇場奨励賞を受賞した。1969年には映画版が制作された。

## あらすじ
舞台は熊本市で、熊本弁での会話で物語が進行する。
長沼新二は、国立大学の工学部への進学を志望する高校生。農家の次男だが、兄は特攻隊員として戦死しており、ひとりっ子として育てられてきた。戦時中に陸軍報道班員であった父・大介は、新二に防衛大学校の受験を勧め、新二は力試しのつもりで受験し、1次試験に合格する。父をはじめ、合格を喜ぶ人たちもいて、新二は防大への進学を決意しかけるが、母・とみ や、戦争で両親を亡くしたガールフレンドの享子は、防大への進学に反対する。板挟みになって悩んだ新二は、防大進学を断念し、働きながら学ぶ道を選ぶ。

## キャスト
- 長沼新二 - 山本圭
- 長沼大介 - 加藤嘉
- 長沼とみ - 望月優子
- 京子 - 佐藤オリエ
- 京子の祖父 - 中村公治
- 白井 - 杉本孝次
- 中島 - 菅貫太郎
- 元吉 - 斉田明
- 謙三 - 今福正雄
- 辰也 - 下川辰平
- 松 - 北川湛子
- 上田教師 - 江藤茂利
- 秋本 - 明石良

## 映画
1969年の映画版は、原作で脚本を手がけた家城巳代治が監督を務め、テレビドラマ版で主演した山本圭の弟である山本亘が主演した。